# Dongbaoxing Road
Dongbaoxing Road (东宝兴路) is een station van de metro van Shanghai, gelegen in het district Zhabei. Het station werd geopend op 26 december 2000 en is onderdeel van  lijn 3.